# Barry Goldberg
Pour les articles homonymes, voir Goldberg.
Barry Goldberg, né le 25 décembre 1942 à Chicago (Illinois) et mort le 22 janvier 2025, est un auteur-compositeur américain, claviériste et producteur de blues et de rock.
Connu notamment pour avoir formé le groupe The Electric Flag avec Mike Bloomfield, ses chansons ont été reprises par de très nombreux artistes parmi lesquels Rod Stewart, Gladys Knight, Percy Sledge, Joe Cocker, Steve Miller, Bobby « Blue » Bland, Gram Parsons et B. J. Thomas.

## Biographie
Barry Goldberg est le neveu d'Arthur Goldberg.

## Discographie
- 1966 Blowing My Mind (LP Epic ; réédité en CD chez Collectables and Acadia)
- 1968 There's No Hole in My Soul (LP Buddah ; réédité en CD chez One Way)
- 1969 Two Jews Blues (LP Buddah Records ; réédité on CD: One Way)
- 1970 Street Man (LP Buddah)
- 1970 Ivar Avenue Reunion (RCA 4442)
- 1972 Barry Goldberg & Friends (LP Record Man)
- 1974 Blasts from My Past (LP Buddah)
- 1974 Barry Goldberg (LP Atco)
- 1976 Barry Goldberg & Friends Recording Live (LP Buddah)
- 2002 Stoned Again (Antone's/Texas Music Group) produit par Carla Olson et avec la participation de Denny Freeman, Ernie Watts, Mick Taylor, Gregg Sutton…
- 2003 Live (Unidisc)
- 2006 Chicago Blues Reunion (Music Avenue)

## Filmographie

### Cinéma
- 1986 : Skate Gang de David Winters
- 1987 : Three for the Road de Bill L. Norton
- 1989 : Powwow Highway de Jonathan Wacks
- 1989 : Nowhere to Run de Carl Franklin
- 1989 : L'Héritier de Beverly Hills (Beverly Hills Brats) de Jim Sotos (en)
- 1990 : Flashback de Franco Amurri
- 1990 : False Identity de James Keach
- 1990 : Captain America d'Albert Pyun
- 1993 : Le Retour des morts-vivants 3 (Return of the living dead 3) de Brian Yuzna
- 1995 : Best of the Best 3: No Turning Back de Phillip Rhee

### Télévision

#### Téléfilms
- 1987 : The Spirit de Michael Schultz
- 1997 : L.A. Johns de Joyce Chopra
- 1999 :  La maison du futur (Smart House) de LeVar Burton

#### Séries télévisées
- 1986 : Fast Times (3 épisodes)
- 1987 : CBS Summer Playhouse (épisode Infiltrator)
- 1995 : ABC Weekend Specials (épisode The Secret of Lizard Woman)
- 2002-2003 : Street Time (20 épisodes)
- 2007 : Wonder Choux ! (épisode Save the Monkey Sea/Save a Sea Crab)